# Bene Gesserit (band)
Bene Gesserit, ook gespeld als BeNe GeSSeRiT, is een Waalse muziekgroep. De teksten zijn in het Frans en Engels. Het invloedrijke duo was onder deze naam actief in de jaren '80 en bestond uit de echtelieden Alain Neffe en Nadine Bal, alias Benedict G. en B. Ghola, die samen en apart lid waren van verschillende muziekgroepen.
Bene Gesserit bracht de muziek uit via onder andere het door Neffe opgerichte label Insane Music en het Nederlandse label Ding Dong Records & Tapes. De groep bracht twee live-albums uit: Live In Belgium And Holland werd opgenomen in Brussel en Den Haag en werd in 1983 door het eigen label Insane op cassette uitgebracht maar ook door labels in Duitsland, Frankrijk, Spanje, het Verenigd Koninkrijk en de Verenigde Staten. First Time In Aachen werd live opgenomen op 11 september 1990 maar werd pas (op cd) uitgebracht op 10 oktober 2010. In 2011 verscheen de lp HaLF-UNReLeaSeD MaDNeSS die voor de helft gevuld is met niet eerder uitgebracht materiaal. In 2010 en 2011 werden nieuwe nummers opgenomen die werden uitgebracht door EE Tapes. In 2009 besteedde de Concertzender een uur aan de muziek van Bene Gesserit en twee andere artiesten.